# Mleko-Expo

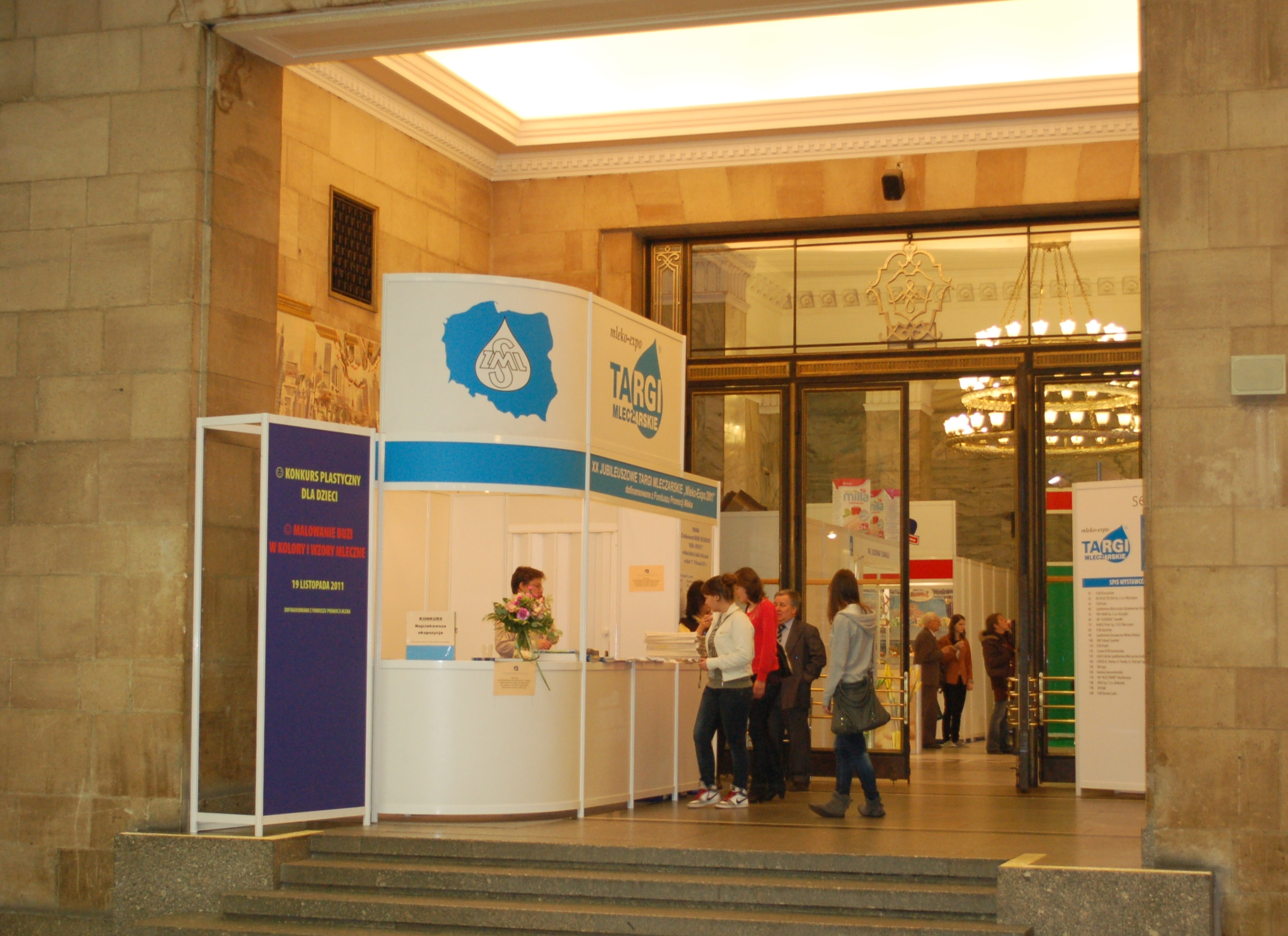
Kulturpalast, Eingangsbereich zur Messe im Jahr 2013

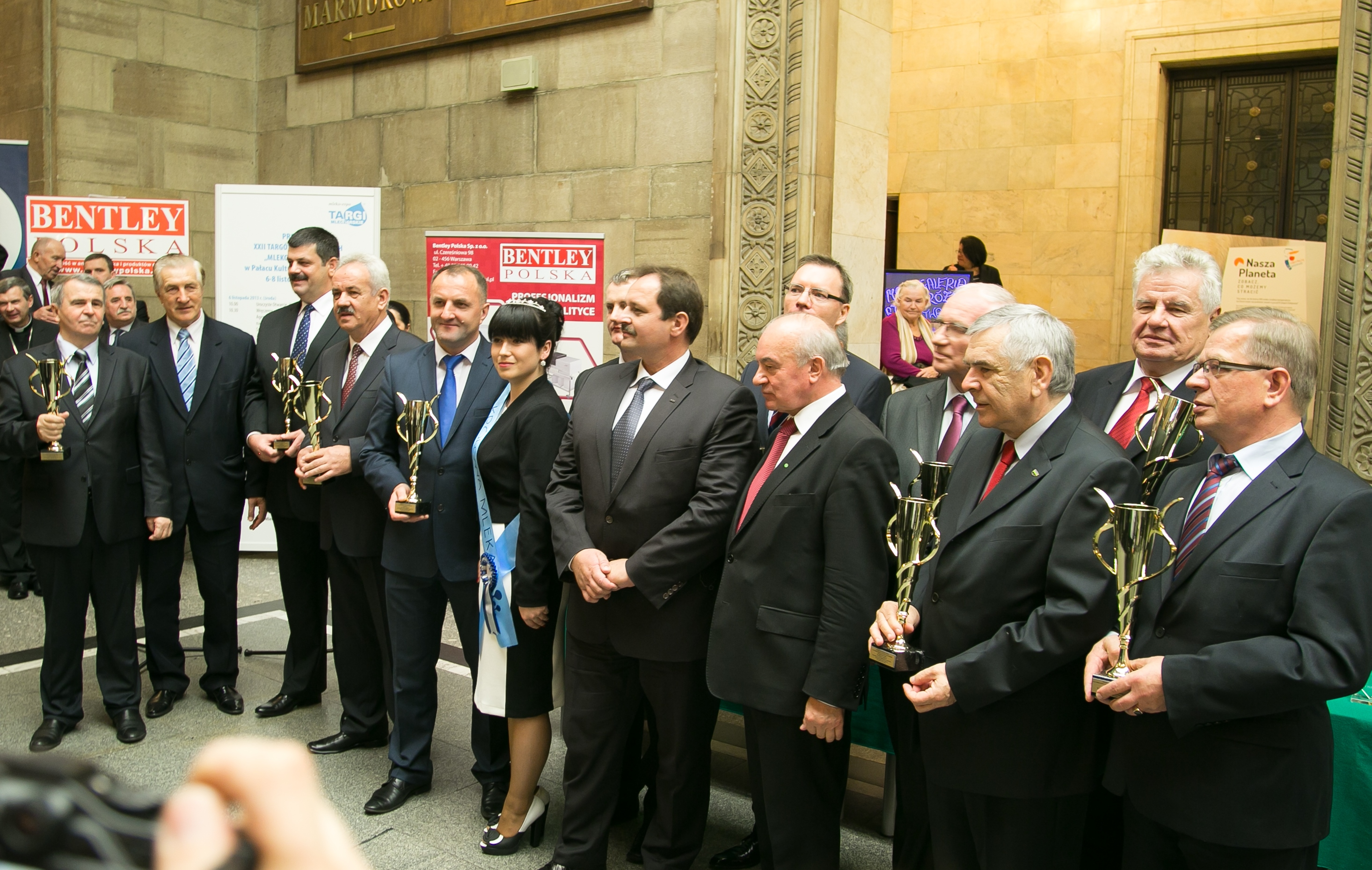
Preisvergabe 2013. Vordere Reihe dritter von links: der polnische Landwirtschaftsminister Stanisław Kalemba

Die Mleko-Expo ist Polens wichtigste Fachmesse der Milchwirtschaft. Sie findet jährlich im  Kulturpalast in Warschau statt. Veranstalter ist der Verband der Molkereigenossenschaften Polens (Krajowy Związek Spółdzielni Mleczarskich ZR). Die Veranstaltung läuft über drei Tage und wird aus dem polnischen Milchförderfonds (Fundusz Promocij Mleko) teilfinanziert. Auf der Messe werden in Anwesenheit des Landwirtschaftsministers sowie weiterer Politiker verschiedene Preise vergeben. Die Messe wird durchgehend seit 1991 veranstaltet und steht unter dem Patronat des polnischen Landwirtschaftsministeriums. Vorwiegend stellen Mitglieder des Genossenschaftsverbandes aus, darunter regelmäßig einige der größten polnischen Molkereien, wie die Genossenschaftsmolkerei Łowicz, Mlekovita und die Genossenschaftsmolkerei Piątnica. Daneben sind Zulieferer der Milchindustrie vertreten: Technologie-, Verpackungs- und Logistikdienstleister sowie Vorproduktelieferanten.